# 62. ceremonia wręczenia nagród Grammy
62. ceremonia wręczenia nagród Grammy, prestiżowych amerykańskich nagród muzycznych wręczanych przez Narodową Akademię Sztuki i Techniki Rejestracji odbyła się w niedzielę, 26 stycznia 2020 roku. Gala ta miała miejsce już po raz dziewiętnasty na arenie Staples Center w Los Angeles w Kalifornii. Podczas niej zostały rozdane honoraria dla muzyków za ich najważniejsze osiągnięcia w przedziale od poniedziałku, 1 października 2018 roku do soboty, 31 sierpnia 2019 roku, a jej ponownym gospodarzem była amerykańska piosenkarka, Alicia Keys. Nominacje do wszystkich 84 kategorii były oznajmione w środę, 20 listopada 2019 roku, z czego najwięcej, w tym przypadku osiem otrzymała Lizzo, natomiast Billie Eilish pięć i Lil Nas X – sześć.
Amerykański zespół rockowy Aerosmith był laureatem nagrody MusiCares Person of the Year dwa dni przed emisją gali. Była to też pierwsza ceremonia, na której zasiadła obecna prezydentka NARAS, Deborah Dugan.
Ceremonia ta odbyła się w cieniu śmierci koszykarza NBA Kobego Bryanta, który zginął w katastrofie helikoptera niedaleko Los Angeles.

## Występy
| Wykonawca/y | Utwór                                                                               |
| --- | ----------------------------------------------------------------------------------- |
| Lizzo | „Cuz I Love You” „Truth Hurts”                                                      |
| Alicia Keys Boyz II Men | Oddanie hołdu Kobe Bryantowi „It’s So Hard to Say Goodbye to Yesterday”             |
| Blake Shelton Gwen Stefani | „Nobody but You”                                                                    |
| Alicia Keys | Oddanie hołdu nominowanym artystom do melodii "Someone You Loved" Lewisa Capaldiego |
| Jonas Brothers | "Five More Minutes" „What a Man Gotta Do”                                           |
| Tyler, the Creator Boyz II Men Charlie Wilson | „Earfquake” „New Magic Wand”                                                        |
| Usher FKA Twigs Sheila E. | Hołd oddany Prince’owi „Little Red Corvette” „When Doves Cry” „Kiss”                |
| Camila Cabello | „First Man”                                                                         |
| Tanya Tucker Brandi Carlile | „Bring My Flowers Now”                                                              |
| Ariana Grande | "Imagine” „My Favorite Things” „7 Rings” „Thank U, Next”                            |
| Billie Eilish Finneas O’Connell | „When The Party’s Over”                                                             |
| Aerosmith Run-DMC | „Livin’ on the Edge” „Walk This Way”                                                |
| Lil Nas X Billy Ray Cyrus BTS Diplo Mason Ramsey Nas | „Old Town Road” „Rodeo (Remix)”                                                     |
| Demi Lovato | „Anyone”                                                                            |
| Meek Mill Roddy Ricch DJ Khaled John Legend Kirk Franklin YG                                                                                                   | Hołd oddany Nipseyowi Hussle’owi „Letter to Nipsey” „Higher”                        |
| Rosalía | „Juro Qué” „Malamente”                                                              |
| Alicia Keys Brittany Howard | „Underdog”                                                                          |
| H.E.R. | „Sometimes”                                                                         |
| Bonnie Raitt | Hołd oddany Johnowi Prine’owi „Angel from Montgomery”                               |
| Gary Clark, Jr. The Roots | „This Land”                                                                         |
| Trombone Shorty Orleans Avenue Presentation Hall Jazz Band | Hołd oddany Dr. Johnowi                                                             |
| Ben Platt Cyndi Lauper John Legend Joshua David Bell Debbie Allen Misty Copeland Camila Cabello Gary Clark Jr. Lang Lang The War And Treaty Lee Curreri Common | Hołd oddany edukacji muzycznej i Kennethowi Ehrlichowi „I Sing the Body Electric”   |

## Nagrody

### Obszar generalny
Lista składa się ze wszystkich nominowanych, a zwycięzcy zostaną pogrubieni.

#### Nagranie roku
- „Bad Guy” – Billie Eilish
  - „Hey, Ma” – Bon Iver
  - „7 Rings” – Ariana Grande
  - „Hard Place” – H.E.R.
  - „Talk” – Khalid
  - „Old Town Road (Remix)” – Lil Nas X (gościnnie Billy Ray Cyrus)
  - „Truth Hurts” – Lizzo
  - „Sunflower” – Post Malone i Swae Lee

#### Album roku
- When We All Fall Asleep, Where Do We Go? – Billie Eilish
  - Norman Fucking Rockwell – Lana Del Rey
  - I, I – Bon Iver
  - Thank U, Next – Ariana Grande
  - I Used to Know Her – H.E.R.
  - 7 – Lil Nas X
  - Cuz I Love You (Deluxe) – Lizzo
  - Father of the Bride – Vampire Weekend

#### Piosenka roku
- „Bad Guy” – Billie Eilish (Autorzy: Billie Eilish O’Connell, Finneas O’Connell)
  - „Always Remember Us This Way” – Lady Gaga (Autorzy: Natalie Hemby, Stefani Germanotta, Hillary Lindsey, Lori McKenna)
  - „Bring My Flowers Now” – Tanya Tucker (Autorzy: Brandi Carlile, Phil Hanseroth, Tim Hanseroth, Tanya Tucker)
  - „Hard Place” – H.E.R. (Autorzy: Ruby Amanfu, Sam Ashworth, D. Arcelious Harris, Gabriella Wilson, Rodney Jerkins)
  - „Lover” – Taylor Swift (Autorka: Taylor Swift)
  - „Norman Fucking Rockwell” – Lana Del Rey (Autorzy: Jack Antonoff, Elizabeth Grant)
  - „Someone You Loved” – Lewis Capaldi (Autorzy: Tom Barnes, Lewis Capaldi, Pete Kelleher, Benjamin Kohn, Sam Roman)
  - „Truth Hurts” – Lizzo (Autorzy: Steven Cheung, Eric Frederic, Melissa Jefferson, Jesse Saint John)

#### Najlepszy nowy artysta
- Billie Eilish
  - Black Pumas
  - Lil Nas X
  - Lizzo
  - Maggie Rogers
  - Rosalía
  - Tank and the Bangas
  - Yola

### Pop

#### Najlepszy występ popowy, solo
- „Truth Hurts” – Lizzo
  - „Bad Guy” – Billie Eilish
  - „7 Rings” – Ariana Grande
  - „Spirit” – Beyoncé
  - „You Need to Calm Down” – Taylor Swift

#### Najlepszy występ popowy w duecie/grupowy
- „Old Town Road” – Lil Nas X (gościnnie Billy Ray Cyrus)
  - „Sucker” – Jonas Brothers
  - „Boyfriend” – Ariana Grande i Social House
  - „Sunflower” – Post Malone i Swae Lee
  - „Señorita” – Shawn Mendes i Camila Cabello

#### Najlepszy popowy album tradycyjny
- Look Now – Elvis Costello and the Imposters
  - Love (Deluxe Edition) – Michael Bublé
  - Sì – Andrea Bocelli
  - A Legendary Christmas – John Legend
  - Walls – Barbra Streisand

#### Najlepszy album popowy
- When We All Fall Asleep, Where Do We Go? – Billie Eilish
  - The Lion King: The Gift – Beyoncé
  - Thank U, Next – Ariana Grande
  - No. 6 Collaborations Project – Ed Sheeran
  - Lover – Taylor Swift

### Dance/Electronic

#### Najlepsze nagranie muzyki dance
- „Got to Keep On” – Chemical Brothers
  - „Linked” – Bonobo
  - „Piece of Your Heart” – Meduza (gościnnie Goodboys)
  - „Underwater” – Rüfüs Du Sol
  - „Midnight Hour” – Skrillex i Boys Noize (gościnnie Ty Dolla Sign)

#### Najlepszy album muzyki dance/elektronicznej
- No Geography – Chemical Brothers
  - LP5 – Apparat
  - Hi, This Is Flume (Mixtape) – Flume
  - Solace – Rüfüs Du Sol
  - Weather – Tycho

### Rock

#### Najlepsza piosenka rockowa
- „This Land” – Gary Clark Jr. (Autor: Gary Clark Jr.)
  - „Give Yourself a Try” – The 1975 (Autorzy: George Daniel, Adam Hann, Matthew Healy, Ross MacDonald)
  - „Harmony Hall” – Vampire Weekend (Autor: Ezra Koenig)
  - „History Repeats” – Brittany Howard (Autorka: Brittany Howard)
  - „Fear Inoculum” – Tool (Autorzy: Maynard James Keenan, Adam Jones, Danny Carey, Justin Chancellor)

#### Najlepszy album rockowy
- Social Cues – Cage the Elephant
  - Amo – Bring Me the Horizon
  - In the End – Cranberries
  - Trauma – I Prevail
  - Feral Roots – Rival Sons

#### Najlepszy występ rockowy
- „This Land” – Gary Clark Jr.
  - „Pretty Waste” – Bones UK
  - „History Repeats” – Brittany Howard
  - „Woman” – Karen O & Danger Mouse
  - „Too Bad” – Rival Sons

#### Najlepszy występ metalowy
- „7empest” – Tool
  - „Humanicide” – Death Angel
  - „Bow Down” – I Prevail
  - „Unleashed” – Killswitch Engage
  - Astorolus – The Great Octopus” – Candlemass (gościnnie Tony Iommi)

### Muzyka alternatywna

#### Najlepszy album alternatywny
- Father of the Bride – Vampire Weekend
  - Assume Form – James Blake
  - I, I – Bon Iver
  - U.F.O.F. – Big Thief
  - Anima – Thom Yorke

### R&B

#### Najlepsza piosenka R&B
- „Say So” – PJ Morton (gościnnie JoJo) (Autorzy: Paul Morton Jr.)
  - „No Guidance” – Chris Brown (gościnnie Drake) (Autorzy: Chris Brown, Tyler James Bryant, Nija Charles, Aubrey Graham, Anderson Hernandez, Michee Patrick Lebrun, Joshua Lewis, Noah Shebib, Teddy Walton)
  - „Roll Some Mo” – Lucky Daye (Autorzy: David Brown, Dernst Emile II, Peter Lee Johnson)
  - „Could’ve Been” – H.E.R. (gościnnie Bryson Tiller) (Autorzy: Dernst Emile II, David Harris, Gabriella Wilson, Hue Strother)
  - „Look at Me Now” – Emily King (Autorzy: Emily King, Jerome Most)

#### Najlepszy album R&B
- Ventura – Anderson.Paak
  - Painted – Lucky Daye
  - Ella Mai – Ella Mai
  - Paul – PJ Morton
  - 1123 – BJ the Chicago Kid

#### Najlepszy występ R&B
- „Come Home” – Anderson.Paak (gościnnie André 3000)
  - „Love Again” – Daniel Caesar i Brandy
  - „Could’ve Been” – H.E.R. (gościnnie Bryson Tiller)
  - „Exactly How I Feel” – Lizzo (gościnnie Gucci Mane)
  - „Roll Some Mo” – Lucky Daye

#### Najlepszy występ tradycyjny R&B
- „Jerome” – Lizzo
  - „Steady Love” – India.Arie
  - „Time Today” – BJ the Chicago Kid
  - „Real Games” – Lucky Daye
  - „Built for Love” – PJ Morton (gościnnie Jazmine Sullivan)

#### Najlepszy album typu urban contemporary
- Cuz I Love You (Deluxe) – Lizzo
  - Apollo XXI – Steve Lacy
  - Overload – Georgia Anne Muldrow
  - Saturn – Nao
  - Being Human in Public – Jessie Reyez

### Rap

#### Najlepszy album hip-hopowy
- Igor – Tyler, the Creator
  - Revenge of the Dreamers III – Dreamville
  - The Lost Boy – YBN Cordae
  - Championships – Meek Mill
  - I Am > I Was – 21 Savage

#### Najlepsza piosenka rapowa
- „A Lot” – 21 Savage (gościnnie J. Cole) (Autorzy: Jermaine Cole, Dacoury Natche, Shayaa Bin Abraham-Joseph, Anthony White)
  - „Bad Idea” – YBN Cordae (gościnnie Chance the Rapper) (Autorzy: Chancelor Bennett, Cordae Dunston, Uforo Ebong, Daniel Hackett)
  - „Gold Roses” – Rick Ross (gościnnie Drake) (Autorzy: Noel Cadastre, Aubrey Graham, Anderson Hernandez, Khristopher Riddick-Tynes, William Leonard Roberts II, Joshua Quinton Scruggs, Leon Thomas III, Ozan Yildirim)
  - „Racks in the Middle” – Nipsey Hussle (gościnnie Roddy Ricch i Hit-Boy) (Autorzy: Ermias Asghedom, Dustin James Corbett, Greg Allen Davis, Chauncey Hollis Jr., Rodrick Moore)
  - „Suge” – DaBaby (Autorzy: Jonathan Kirk, Tahj Morgan, Darryl Clemons)

#### Najlepszy występ rapowy/śpiewany
- „Higher” – DJ Khaled (gościnnie Nipsey Hussle i John Legend)
  - „Drip Too Hard” – Lil Baby i Gunna
  - „Panini” – Lil Nas X
  - „Ballin'” – Mustard (gościnnie Roddy Ricch)
  - „The London” – Young Thug (gościnnie J. Cole i Travis Scott)

#### Najlepszy występ hip-hopowy
- „Racks in the Middle” – Nipsey Hussle (gościnnie Roddy Ricch i Hit-Boy)
  - „Suge” – DaBaby
  - „Down Bad” – Dreamville (gościnnie J.I.D., Bas, J. Cole, Earthgang i Young Nudy)
  - „Middle Child” – J. Cole
  - „Clout” – Offset (gościnnie Cardi B)

### Country

#### Najlepszy album country
- While I’m Livin’ – Tanya Tucker
  - Stronger Than the Truth – Reba McEntire
  - Interstate Gospel – Pistol Annies
  - Center Point Road – Thomas Rhett
  - Desperate Man – Eric Church

#### Najlepsza piosenka country
- Bring My Flowers Now – Tanya Tucker (Autorzy: Brandi Carlile, Phil Hanseroth, Tim Hanseroth, Tanya Tucker)
  - Girl Goin’ Nowhere – Ashley McBryde (Autorzy: Jeremy Bussey, Ashley McBryde)
  - It All Comes Out in the Wash – Miranda Lambert (Autorki: Miranda Lambert, Hillary Lindsey, Lori McKenna, Liz Rose)
  - Some of It – Eric Church (Autorzy: Eric Church, Clint Daniels, Jeff Hyde, Bobby Pinson)
  - Speechless – Dan + Shay (Autorzy: Shay Mooney, Jordan Reynolds, Dan Smyers, Laura Veltz)

### New Age

#### Najlepszy album New Age
- Wings – Peter Kater
  - Homage to Kindness – David Darling
  - Fairy Dreams – David Arkenstone
  - Verve – Sebastian Plano
  - Deva – Deva Premal

### Jazz

#### Najlepszy jazzowy album wokalny
- 12 Little Spells – Esperanza Spalding
  - Love & Liberation – Jazzmeia Horn
  - Alone Together – Catherine Russell
  - Thirsty Ghost – Sara Gazarek
  - Screenplay – Tierney Sutton Band

#### Najlepszy jazzowy album instrumentalny
- Finding Gabriel – Brad Mehldau
  - The Secret Between the Shadow and the Soul – Branford Marsalis Quartet
  - Christian McBride’s New Jawn – Christian McBride
  - In the Key of the Universe – Joey DeFrancesco
  - Come What May – Joshua Redman Quartet

### Gospel

#### Najlepszy album gospel
- Long Live Love – Kirk Franklin
  - Goshen – Donald Lawrence presents the Tri-City Singers
  - Tunnel Vision – Gene Moore
  - Settle Here – William Murphy
  - Something’s Happening! A Christmas Album – CeCe Winans

### Muzyka latynoamerykańska

#### Najlepszy album muzyki latino
- #ElDisco – Alejandro Sanz
  - 11:11 – Maluma
  - Montaner – Ricardo Montaner
  - Vida – Luis Fonsi
  - Fantasia – Sebastián Yatra

### Reggae

#### Najlepszy album muzyki reggae
- Rapture – Koffee
  - As I Am – Julian Marley
  - The Final Battle: Sly & Robbie Vs. Roots Radics – Sly & Robbie i Roots Radics
  - Mass Manipulation – Steel Pulse
  - More Work to Be Done – Third World

### American Roots

#### Najlepszy amerykański album
- Oklahoma – Keb’ Mo’
  - Who Are You Now – Madison Cunningham
  - Years to Burn – Calexico i Iron & Wine
  - Tales of America – J. S. Ondara
  - Walk Through Fire – Yola

### World Music

#### Najlepszy album World Music
- Celia – Angélique Kidjo
  - What Heat – Bokanté & Metropole Orkest / Jules Buckley
  - African Giant – Burna Boy
  - Fanm d’Ayiti – Nathalie Joachim ze Spektral Quartet
  - Gece – Altin Gün

### Dzieci

#### Najlepszy album dziecięcy
- Ageless Songs for the Child Archetype – Jon Samson
  - Flying High! – Caspar Babypants
  - I Love Rainy Days – Daniel Tashian
  - The Love – Alphabet Rockers
  - Winterland – Okee Dokee Brothers